# Вулька-Ліпова
Вулька-Ліпова (пол. Wólka Lipowa) — село в Польщі, у гміні Тарлув Опатовського повіту Свентокшиського воєводства.
Населення — 171 особа (2011).
У 1975-1998 роках село належало до Тарнобжезького воєводства.

## Демографія
Демографічна структура на день 31 березня 2011 року:
|          | Загалом | Допрацездатний вік | Працездатний вік | Постпрацездатний вік |
| -------- | ------- | ------------------ | ---------------- | -------------------- |
| Чоловіки | 76      | 9                  | 61               | 6                    |
| Жінки    | 95      | 24                 | 46               | 25                   |
| Разом    | 171     | 33                 | 107              | 31                   |